# (17119) Alexisrodrz
(17119) Alexisrodrz (1999 JP59) – planetoida z pasa głównego asteroid okrążająca Słońce w ciągu 4,29 lat w średniej odległości 2,64 j.a. Odkryta 10 maja 1999 roku.